# غوستاف أيسن
غوستاف أيسن (بالسويدية: August Gustaf Eisen)‏ (بالإنجليزية: Gustav Eisen)‏ هو  سويدي وأمريكي، ولد في 2 أغسطس 1847 في ستوكهولم في السويد، وتوفي في 29 أكتوبر 1940.